# Araneus cristobal
Araneus cristobal Levi, 1991 è un ragno appartenente alla famiglia Araneidae.

## Distribuzione
L'olotipo maschile è stato rinvenuto in una località del Messico meridionale: nelle Grutas di San Cristóbal, 16 km ad ovest di San Cristóbal de las Casas, nello stato del Chiapas.

## Tassonomia
Non sono stati esaminati esemplari di questa specie dal 1991
Attualmente, a dicembre 2013, non sono note sottospecie